# Sapropèle

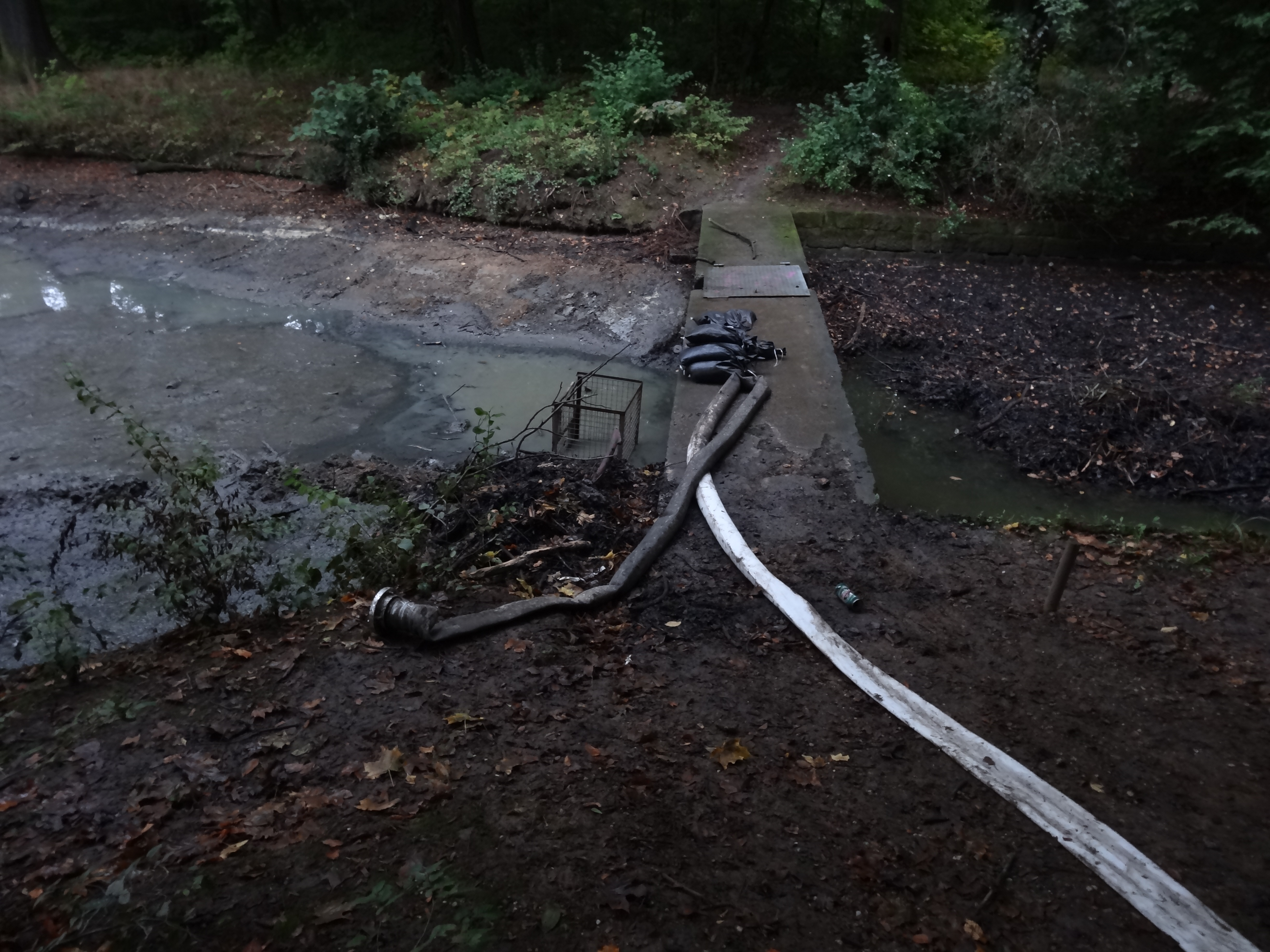
Le pourrissement des feuilles le long des canaux et des étangs est à l'origine de la formation de sapropèle.

Un sapropèle, ou sapropel, (du grec ancien sapros [putréfaction] et pelos [boue], racine du mot pélite, désignant les sédiments argileux fins) est, en géologie marine, un type de sédiments de couleur foncée riches en matière organique. Les concentrations de carbone organique dans les sapropèles dépassent souvent les 2 % de leur poids.

## Formation
Les sapropèles ou sédiments sapropéliques se forment principalement dans des eaux appauvries en O2 (environnement anoxique dit aussi euxinique, terme dérivé du Pont-Euxin, l'ancien nom de la mer Noire dont les sédiments profonds se sont déposés en conditions fortement réductrices, tout l'oxygène dissous dans l'eau étant consommé par l'oxydation de la matière organique). 
À grande échelle, c'est le cas dans les fonds marins océaniques lors d'événements anoxiques océaniques (EAO), événements qui se sont produits plusieurs fois au cours des temps géologiques.

## Perspectives d'usage
Selon le magnat roumain Dinu Patriciu mort en 2014, les sapropèles ont le potentiel d'être développées dans un large éventail de produits, allant de la source d'énergie non conventionnelle à celui d'engrais. Dinu Patriciu avait lancé un projet d'exploration marine dans la mer Noire afin d'analyser les sédiments sapropéliques de cette zone, en prélevant des carottes étudiées par plusieurs universités et instituts de recherche à travers le monde.